# Janowo, Hạt Myślibórz
Janowo [jaˈnɔvɔ] (tiếng Đức: Johanneshöhe) là một ngôi làng thuộc khu hành chính của Gmina Barlinek, thuộc quận Myślibórz, West Pomeranian Voivodeship, ở phía tây bắc Ba Lan. Nó nằm khoảng 4 kilômét (2 mi) phía bắc Barlinek, 25 km (16 mi) phía đông bắc Myślibórz và 59 km (37 mi) về phía đông nam của thủ đô khu vực Szczecin.